# 今岡信治
今岡 信治（いまおか しんじ、1965年 - ）は、日本の映画監督、脚本家。「いまおかしんじ」、「いまおかしんぢ」名義を使用することもある。ピンク映画の出演時には「羅門ナカ」名義を使用していた。大阪府堺市出身。

## 略歴
横浜市立大学中退後、映画製作会社獅子プロダクションに入社。佐藤寿保、渡辺元嗣、瀬々敬久らの監督によるピンク映画で助監督を勤めるなど修行を積む｡
1995年には､神代辰巳監督の遺作となったオリジナルビデオ『インモラル 淫らな関係』に助監督として参加している。同年､ピンク映画『獣たちの性宴 イクときいっしょ』で監督としてデビュー。
ピンク映画界では「ピンク七福神」の一人に数えられる。中には後に改題の上一般映画として流通する作品も多く、例えばデビュー作『獣たちの性宴 イクときいっしょ』は『彗星まち』として、『ハメられた女 濡れる美人妻』は『アナザーマン』として、林由美香の代表作とされる『熟女・発情 タマしゃぶり』は『たまもの』として、それぞれ一般上映されたりDVD化されたりしている。さらに、今岡信治DVDBOXも発売された。
2005年製作の『援助交際物語 したがるオンナたち』は2005年度ピンク大賞（ピンク映画雑誌PG主催）において、ピンク映画ベスト10第1位となり、作品賞、監督賞等を受賞したほか、『かえるのうた』と改題されてR-18指定ではあるが一般上映された。そして、2007年には『絶倫絶女』が原題の『おじさん天国』として一般公開された。
谷崎潤一郎原作『白日夢』を愛染恭子と共同監督をしたり、2011年にはオーストラリア人カメラマンのクリストファー・ドイル撮影で日独合作のピンクミュージカル映画『UNDERWATER LOVE -おんなの河童-』が公開された。

## 作品

### 映画
- 獣たちの性宴 イクときいっしょ（1995年10月）（改題『彗星まち』）
- 痴漢電車 感じるイボイボ （1996年11月）（別題『イボイボ』）
- 痴漢電車 弁天のお尻 （1998年4月）（別題『デメキング』）
- 愛欲みだれ妻（1999年6月）（別題『恋する』）
- ぐしょぬれ人妻教師 －制服で抱いて－（1999年10月）（別題『それでも』）
- OL性白書 くされ縁 （2000年）（別題『にぎって』）
- 濡れる美人妻 ハメられた女 （2001年）
- 高校牝教師 汚された性 （2001年）（別題『女教師物語 放課後の秘密』）
- したがる先生 濡れて教えて （2002年）　（改題『ヒバリ』）
- 熟女・発情 タマしゃぶり（2004年）（改題『たまもの』）
- かえるのうた（2005年）（別題『援助交際物語 したがるオンナたち』）
- おじさん天国（2006年）（別題『絶倫絶女』）
- 金鮎の女（2007年）
- いくつになってもやりたい男と女（2007年）（別題『たそがれ』）
- 罪 - tsumi- （2009年）（劇場公開タイトル『獣の交わり　天使とやる』）
- 白日夢（2009年） ※ 愛染恭子と共同
- 青春H ゴーストキス（2010年）
- 島田陽子に逢いたい（2010年）
- ちちり（2010年）
- 青春H 若きロッテちゃんの悩み（2011年）
- UNDERWATER LOVE -おんなの河童-（2011年）
- 百日のセツナ 禁断の恋（2012年）
- 青春H 星の長い一日（2013年）
- 集まった人たち（2013年）
- 青春H 川下さんは何度もやってくる（2014年5月24日公開、アートポート）
- つぐない～新宿ゴールデン街の女～（2014年7月26日公開)
- 妻が恋した夏（2014年10月11日公開）
- 帰れない三人 快感は終わらない（2015年5月15日公開）
- 青春ディスカバリーフィルム -いつだって青春編-「なんでも葬儀屋望月」（2015年8月8日公開）
- 誘惑は嵐の夜に（2016年2月20日公開）
- あなたを待っています（2016年9月24日） 監督・脚本 ※「いまおかしんじ」名義[2]
- 感じるつちんこ　ヤリ放題!（2017年1月27日公開）
- ろんぐ・ぐっどばい　~探偵古井栗之助~（2017年5月20日公開）
- オレとアイツの集金旅行（2017年8月9日公開）
- 夫がツチノコに殺されました。（2017年7月9日、OP PICTURES） - 「感じるつちんこ」のR15＋版[3]
- 契約結婚（2017年8月27日公開）
- こえをきかせて（2019年4月6日公開）
- れいこいるか（2020年8月8日公開）
- 農家の嫁は、取り扱い注意 Part1 天使降臨篇（2021年4月2日公開）
- 農家の嫁は、取り扱い注意 Part2 有機ある大作戦篇（2021年4月2日公開）
- 葵ちゃんはやらせてくれない（2021年5月15日公開[注 1]）
- にじいろトリップ（2021年9月25日公開）
- 甲州街道から愛を込めて（2022年8月5日公開）
- 遠くへ，もっと遠くへ（2022年8月13日公開）
- あいたくて あいたくて あいたくて（2022年8月13日公開）
- 神田川のふたり（2022年9月2日公開）
- 海辺の恋人 （2023年8月25日公開） [4]
- 天国か、ここ? （2023年8月26日公開） [5]
- 道で拾った女 （2023年10月21日公開） [6]
- 愛のぬくもり（2024年7月6日公開）
- 真夏の果実（2025年5月17日公開）

### オリジナルビデオ
- トマト白書3 誘惑の媚薬 (1998年)
- 昼下がりの人妻スペシャル (1999年)
- 人妻女教師 熟れた放課後 (1999年)
- 実録 六本木監禁レイプ (1999年)
- 愛しい人妻（ひと） ひと夏のたわむれ (2000年)
- 新任バスガイド 汗ばむ秘所めぐり (2001年)
- 女教師N（エヌ） (2001年)
- 主人のいぬ間に・・・ 疼く美人妻 (2001年)
- ラブホテル 初めての体験 STORY2 (2001年)
- ラブホテル あぶない関係 STORY1 (2002年)
- 裏窓の誘惑 人妻の匂い立つ色香 (2002年)
- いもうと 幼い性衝動 (2002年)
- プチ濡れメール白書　彼氏にはナイショで (2005年)
- 妹・綾香 (2006年)
- 農家の嫁 夫婦交換の村 (2008年)
- 人妻ナース 三日三晩の恋 (2010年)
- 酒屋のとても愛しい女房 誘う巨乳美人妻 (2010年)
- 年上の彼女（ヒト） 男と女と嘘 (2010年)
- 保健室の先生と女学生 いくつかの恋 (2011年)
- 妻の恋 おしどりふわふわ (2011年)
- クリーニング屋の女房 若い男に恋して… (2012年)
- 半端（2018年・オールインエンタテインメント）

## 脚本
- ザ・ストーカー2 (1997年)
- 酔夢夜景（よいゆめやけい） (1998年)
- 強奸監禁秘書室 (1998年)
- セックス・フレンド 濡れざかり (1999年)
- 禁断の果実3 近親相姦の誘い (1999年)
- サイコ・ドクター 白濁のしたたり (2000年)
- 団地妻 隣りの喘ぎ (2001年)
- 新任女教師 暴かれる過去 (2001年)
- 夢なら醒めて… (2002年)
- ロスト・ヴァージン 手錠の疼き (2002年) （別題『手錠』）
- 恋愛コンプレックス (2011年)
- 不倫中毒 私は男のおもちゃなの…? (2011年)
- 苦役列車（2012年、山下敦弘監督）
- 死んでもいいの 百年恋して（2012年）
- 敏感 テンプテーション ～初体験注意報～ (2012年)
- 華魂（2014年1月18日公開、佐藤寿保監督）
- 超能力研究部の3人（2014年12月6日公開、山下敦弘監督）
- 華魂 幻影（佐藤寿保監督）
- ヘタな二人の恋の話（2022年7月1日、佐藤周監督）[7]
- 銀平町シネマブルース（2023年2月10日、城定秀夫監督）
- まなみ100%（2023年9月29日公開、川北ゆめき監督）
- となりの宇宙人（2025年6月27日、小関裕次郎監督） ※ 兼・出演[8]

## 出演
- 豊満美女 したくて堪らない! (2002年)（別題『官能旅情ロマン 港町の人妻 あなたが漁に出てる間に』）
- あんにょん由美香 (2009年) ※ドキュメンタリー
- 卒業 熟女の妖しい誘い (2012年)
- シネマ☆インパクト/アルクニ物語 (2012年、山本政志監督) - 主演
- VHSテープを巻き戻せ!（2014年7月26日） ※アメリカのドキュメンタリー
- 世界の終わりのいずこねこ（2014年10月24日） - イツ子のパパ 役
- 味園ユニバース（2015年2月14日） - 病院長藤田 役
- 夢の女　ユメノヒト（2015年、坂本礼監督） - スナックの客 役
- 秋の理由（2016年）
- セトウツミ 第7話（2017年） - 瀬戸小吉の父 役
- 東京の恋人（2019年12月、下社敦郎監督）[9]
- あの頃。（2021年）- 劔樹人 役[10]